# Landkreis Weißenburg-Gunzenhausen
Landkreis Weißenburg-Gunzenhausen är ett distrikt (Landkreis) i Mittelfranken i det tyska förbundslandet Bayern.

## Geografi
I distriktet ligger delar av bergsområdet Fränkische Alb samt längre norrut ett lågland.